# Bialski Klub Sportowy
Il Bialski Klub Sportowy è una società pallavolistica femminile polacca, appartenente all'omonima polisportiva, con sede a Bielsko-Biała e militante nel massimo campionato polacco, la Liga Siatkówki Kobiet.

## Storia
La squadra del Bialski Klub Sportowy viene fondata nel 1951 a seguito di un fiorire di discipline sportive nella omonima polisportiva: a quel tempo il Bialski Klub Sportowy contava squadre di ben 22 sport, tra cui le più importanti erano calcio, ciclismo ed atletica leggera. La squadra di pallavolo femminile partecipò subito al campionato polacco, vincendo anche diverse coppe, ma ben presto, già nel 1958 entrò in crisi e partecipò a campionati minori.
Dopo il buio totale negli anni sessanta e quasi tutti i settanta la formazione torna alla ribalta nel 1979, partecipando al massimo campionato polacco e vincendo per la prima volta la coppa di Polonia. L'inizio degli anni ottanta passano quasi inosservati ma dal 1988 al 1990 BKS Stal Bielsko-Biała diventa il dominatore assoluto delle competizioni polacche vincendo tre scudetti di fila e tre Coppe di Polonia di fila.
Gli anni novanta sono segnati da uno scudetto nel 1996 e diversi secondi posti sia in campionato che in Coppa di Polonia. Anche gli anni duemila vede la formazione di Bielsko-Biała con la vittoria in campionato nel 2003 e 2004, altre tre vittorie in Coppa di Polonia, diventando la squadra con maggior successi in questa competizione, ben sette, e nel 2006 anche la Supercoppa polacca.
Il Bialski Klub Sportowy pur partecipando a diverse competizioni in ambito europeo non hai mai raggiunto risultati di rilievo. Nella stagione 2009-10 torna a vincere il campionato polacco, mentre ritorna al successo in Coppa di Polonia nell'edizione 2023-24, a cui segue nella stagione 2024-25 il terzo successo in Supercoppa.

## Rosa 2021-2022
| N° | Nome                | Ruolo | Data di nascita  | Nazionalità sportiva |
| -- | ------------------- | ----- | ---------------- | -------------------- |
| 1  | Aleksandra Kazała   | S     | 12 luglio 1996   | Polonia              |
| 3  | Ewelina Polak       | P     | 17 aprile 1993   | Polonia              |
| 5  | Martyna Borowczak   | S     | 30 agosto 2002   | Polonia              |
| 6  | Julia Mazur         | L     | 17 aprile 2001   | Polonia              |
| 8  | Magdalena Pytel     | C     | 16 aprile 1992   | Polonia              |
| 10 | Karina Chmielewska  | P     | 25 aprile 1997   | Polonia              |
| 11 | Dominika Pierzchała | C     | 11 marzo 2003    | Polonia              |
| 13 | Martyna Świrad      | C     | 5 gennaio 1998   | Polonia              |
| 16 | Kinga Drabek        | L     | 10 maggio 1998   | Polonia              |
| 17 | Koleta Łyszkiewicz  | S     | 22 gennaio 1993  | Polonia              |
| 18 | Gabriela Orvošová   | O     | 28 gennaio 2001  | Rep. Ceca            |
| 19 | Alina Bartkowska    | O     | 15 novembre 1999 | Polonia              |
| 22 | Weronika Szlagowska | S     | 29 novembre 2001 | Polonia              |

## Palmarès

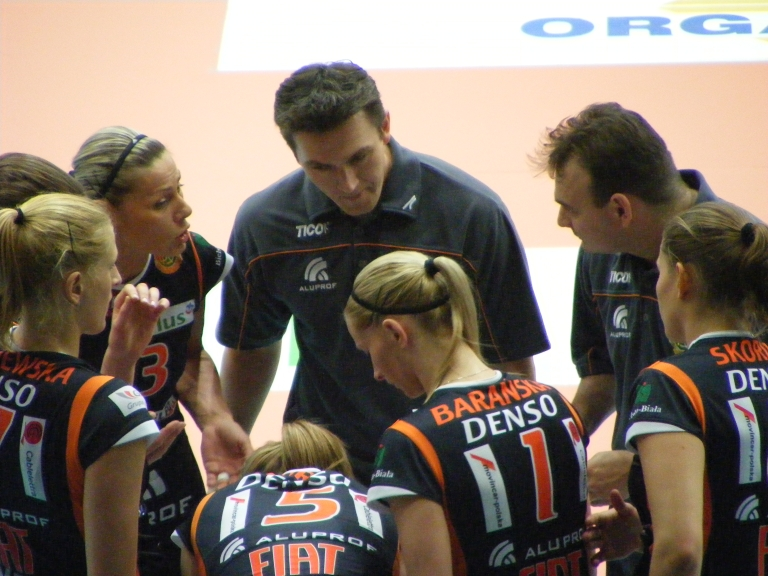
La squadra durante un time-out

- Campionato polacco: 8

1987-88, 1988-89, 1989-90, 1990-91, 1995-96, 2002-03, 2003-04, 2009-10
- Coppa di Polonia: 8

1978-79, 1987-88, 1988-89, 1989-90, 2003-04, 2005-06, 2008-09, 2023-24
- Supercoppa polacca: 3

2006, 2010, 2024